# 샹샹 타이푼
샹샹 타이푼(일본어: 上々颱風 シャンシャンタイフーン[*], Shang Shang Typhoon)는 일본의 음악 그룹이다.
밴조에 샤미센의 현을 엮은 밴조의 연주를 베이스로 드럼, 베이스 기타, 키보드 뿐만아니라, 시노후에, 우치와다이코 등 일본 전통악기 및 장고, 괭과리 등의 통상 밴드에서 볼수 없는 악기와 류큐 음계 등 아시아 민요를 도입한 소위 무국적음악을 추구한다. 일본뿐만아니라, 세계 각지의 시장 및 사찰, 때에 따라선 특수학교와 강연회장 등 통상 콘서트 회장으로 이용되지 않는 장소에서 노래하기도 한다.
1980년 고류가 니시카와 사토코와 함께 요코스카시에서 결성한 〈고류&히마와리 시스터즈〉가 모체가되어 라이브 하우스를 중심으로 인기를 얻는다. 1986년 샹샹 타이푼으로 그룹명을 바꾼다. 1990년 EPIC SONY로부터 첫 앨범 《上々颱風》를 발매하고, 메이저로 데뷔한다. 이례적으로 10만장의 매상을 올린다. 또, 데뷔 곡인 〈流れのままに〉는 에이스 쿡의 컵라면 광고음악으로 사용되었다. 더욱이 기노미 나나 주연의 뮤지컬 《阿国 OKUN》에도 출연하기도 했다. 1991년 여름 일본항공의 오키나와 켐페인 《上々沖縄》의 광고에〈愛より青い海〉곡이 사용되었고, 광고에 출연하기도 했으며, 스미토요 생명의 광고에서도 자신의 곡인〈入った人だけ守ってあげる どくしん時代〉를 부르면서 출연하기도 했다. 1994년 스튜디오 지브리의 영화《폼포코 너구리 대작전》에서 여는 곡과 닫는 곡으로〈アジアのこの街で〉,〈いつでも誰かが〉이 채택되어 인기를 끌었다.

## 멤버
- 현 멤버
  - 고류(紅龍) : 밴조에 샤미센 현을 엮은 독자 악기 산센 벤조. 보컬
  - 시라사키 에미(白崎映美) : 보컬
  - 니시카와 사토코(西川郷子) : 보컬
  - 와타노베 만도(渡野辺マント) : 드럼
  - 이노 요코(猪野陽子) : 키보드, 보컬 (가정 사정으로 잠시 탈퇴한 시기 있음)
  - 니시무라 나오키(西村直樹) : 베이스 (야스다 나오야 탈퇴에 의해 서포트 멤버를 거쳐 정규 멤버로 됨)
- 전 멤버
  - 야스다 나오야(安田尚哉) : 베이스
  - 고토 마사루(後藤まさる) : 타악기 등, 시노후에
  - 요시다 요시미(吉田よしみ) : 키보드 (이노 요코가 잠시 탈퇴한 시기에 활동)